# Sagui-da-serra-claro
O Sagui-da-serra-claro, sagui-da-serra ou sagui-taquara (nome científico: Callithrix flaviceps) é um primata do Novo Mundo da família dos calitriquídeos (Callitrichidae) endêmico da Mata Atlântica brasileira. Ocorre em terras altas no sul do Espírito Santo e provavelmente do Rio de Janeiro e Minas Gerais. É simpátrico com o Sagui-de-cara-branca (Callithrix geoffroyi), embora habite as áreas acima de 400 metros e esta última espécie abaixo dessa altitude. Corre risco de extinção devido a grande perda de hábitat e é muito raro nos fragmentos remanescentes, exceto na Reserva Biológica Augusto Ruschi, no Espírito Santo. As estimativas populacionais estão em menos de 2 500 indivíduos e o aquecimento global pode reduzir dessa população.

## Ecologia e comportamento
O sagui emite sons para avisar os demais sobre perigos, sendo que tais sons variam dependendo da ameaça. Caso seja uma ameaça terrestre de baixa intensidade, alguns saguis do grupo avisam os demais, alertando-os de uma possível ameaça, como uma cobra. Então eles se "aglomeram" em grandes grupos, dando assim um incentivo para o predador não atacar. Chamadas baixas, muitas vezes feitas com a intenção de assustar o predador, são uma técnica eficaz. Ao lidarem com ameaças como guaxinins, emitem sons, mas mantêm uma distância de 15 a 20 metros. Se a ameaça terrestre for de alta intensidade, como no caso do ataque de uma irara, o grupo se reúne e gane de maneira agudamente alta para tentar assustar o predador.
Vocalizações distintas são usadas dependendo se são para comunicação intergrupo ou comunicação extragrupo. Para comunicação entre grupos, uma chamada de curta distância é usada, enquanto para uma chamada de comunicação extragrupo, uma chamada de longa distância alta e estridente é usada. Vocalizações específicas são usadas quando um sagui adulto descobre uma fonte de alimento com outros. Os mais jovens respondem correndo em direção ao sagui que chama, enquanto expressam vocalizações de excitação. A fêmea dominante às vezes também expressa essas vocalizações de excitação. Se a comida não for dada, as fêmeas e os saguis mais jovens ficarão perto do sagui adulto enquanto transmitem vocalizações curtas, para mostrar sua presença e expressar a necessidade de comida.

## Dieta
O sagui-da-serra-claro é conhecido principalmente por comer frutas, goma e exsudatos de plantas. Uma pequena porção de sua dieta é composta por ovos de pássaros e filhotes. Enquanto a maioria dos saguis são conhecidos por serem gomívoros, o sagui-da-serra-claro é predominantemente micófago-insetívoro. Além disso, podem atacar vertebrados e invertebrados: principalmente ortópteros, fasmídeos, coleópteros, lagartas e pererecas. Frequentemente encontrados na base do bambu, os fungos também são conhecidos por serem incluídos na dieta dos saguis-da-serra-claro. Como esse grupo de saguis habita principalmente áreas em que os fungos são abundantes, tende a ser uma fonte consistente de sustento ao longo do ano. Frutas e exsudatos variam sazonalmente e, portanto, não são tão prontamente disponíveis nem consumidos com tanta frequência. Os fungos, quando presentes, são tipicamente preferidos e são provavelmente mais nutritivos em comparação com seus outros componentes da dieta.

## Conservação
O sagui-da-serra-claro é classificado como em perigo crítico na Lista Vermelha da União Internacional para a Conservação da Natureza (UICN / IUCN). O critério utilizado à classificação foi a suspeita de redução populacional experimentada pela espécie nas últimas três gerações (18 anos), devido em grande parte ao declínio do habitat, aos efeitos de coespecíficos introduzidos (por exemplo, hibridização) e uma epidemia de febre amarela supostamente reduzindo pelo menos uma das subpopulações mais significativas em 90%. Além disso, a população total é estimada em 4 440 indivíduos, com o número total de indivíduos maduros abaixo de 2 500. Em 2005, foi avaliado como em perigo na Lista de Espécies da Fauna Ameaçadas do Espírito Santo; em 2010, como em perigo na Lista de Espécies Ameaçadas de Extinção da Fauna do Estado de Minas Gerais; em 2014, como em perigo na Portaria MMA N.º 444 de 17 de dezembro de 2014; e em 2018, como em perigo no Livro Vermelho da Fauna Brasileira Ameaçada de Extinção do Instituto Chico Mendes de Conservação da Biodiversidade (ICMBio). Também consta no Apêndice I da Convenção sobre o Comércio Internacional das Espécies Silvestres Ameaçadas de Extinção (CITES).